# Zapruđe
Zapruđe je zagrebačko gradsko naselje koje se nalazi na južnom dijelu grada. Izgrađen je poslije Drugog svjetskog rata kao dio Novog Zagreba.
Nalazi se u gradskoj četvrti Novi Zagreb – istok, južno od Savice.
Stambeni dio naselja gradio se od 1963. do 1968. gotovo simetričnim modelom. Zapruđe je građeno kao plansko naselje koje bi osim funkcije stanovanja, zadovoljilo i niz drugih potreba stanovništva, no dio predviđene infrastrukture nije izgrađen. Najveći dio Zapruđa izgrađen je montažnim načinom građenja »JU-60« i »JU-61« čije je jedno od obilježja aluminijska oplata pa se te zgrade danas nazivaju »limenkama«. Krajem 1960-ih, nakon završetka izgradnje »limenkâ«, u naselju su sagrađeni neboderi.
Naselje ima oko 8000 stanovnika, a u njemu se nalaze banke, pošta, knjižnica, društveni dom, dva dječja vrtića, ambulanta, osnovna škola, lanac dućana, pekare i ostalo.
Kvart je dobio ime po tome jer se smjestio iza savskih sprudova.
Poštanski broj je 10010.

## Šport
- NK Zapruđe, nogometni klub